# Маклауд, Карен
Карен Маклауд (англ. Karen MacLeod; 24 апреля 1958, Иринга — 8 июня 2021), в девичестве Николсон  (англ. Nicolson) — британская бегунья-стайер, регулярно выступала в составе сборных Великобритании и Шотландии в 1980-х и 1990-х годах.
Лучшим достижением спортсменки было четвёртое место в марафоне на Играх содружества в 1994 году. Тогда она показала лучшее время в своей карьере. На чемпионате мира 1993 года она финишировала шестнадцатой. На Олимпийских играх в Атланте в 1996 была сорок пятой. Карен становилась победительницей марафонов в Бордо, Майорке и Севилье. В конце восьмидесятых она становилась чемпионкой Шотландии и трижды участвовала в чемпионатах мира по кроссу. Закончила карьеру в 1998, когда Карен стало плохо во время Бостонского марафона.
В 2008 году у Карен обнаружили Болезнь Берже. Ей пересадили почку сестры Деборы. Карен умерла в возрасте 63 лет.